# 3. podmorniška flotilja (Wehrmacht)
Za druge 3. flotilje glejte 3. flotilja.
3. podmorniška flotilja je bila bojna podmorniška flotilja v sestavi Kriegsmarine med drugo svetovno vojno.

## Baze
- oktober 1937 - december 1939: Kiel
- marec - september 1941: Kiel
- oktober 1941 - september 1944: La Pallice / La Rochelle

## Podmornice
Razredi podmornic
- pred 1941: IIB
- po 1941: IIB, VIIB, VIIC in VIIC41

Seznam podmornic
- U-8, U-10, U-12, U-14, U-16, U-18, U-20, U-22, U-24, U-82, U-85, U-132, U-134, U-138, U-141, U-143, U-146, U-147, U-205, U-206, U-212, U-231, U-241, U-242, U-245, U-246, U-257, U-258, U-259, U-262, U-275, U-280, U-289, U-332, U-333, U-334, U-341, U-343, U-344, U-352, U-373, U-375, U-376, U-378, U-384, U-391, U-398, U-402, U-423, U-431, U-432, U-433, U-444, U-451, U-452, U-458, U-466, U-468, U-469, U-476, U-478, U-483, U-484, U-553, U-567, U-568, U-569, U-570, U-571, U-572, U-573, U-596, U-600, U-611, U-613, U-615, U-619, U-620, U-625, U-630, U-635, U-645, U-652, U-657, U-661, U-671, U-677, U-701, U-706, U-712, U-719, U-734, U-752, U-753, U-760, U-763, U-952, U-953, U-957, U-960, U-970, U-971, U-975, U-978, U-992, U-993

## Poveljstvo
Poveljnik
- Kapitanporočnik Hans Eckermann (oktober 1937 - december 1939)
- Kapitan korvete Hans Rösing (marec - julij 1941)
- Kapitanporočnik Herbert Schultze (julij 1941 - marec 1942)
- Kapitanporočnik Heinz von Reiche (marec 1942 - junij 1942)
- Kapitan korvete Richard Zapp (junij 1942 - oktober 1944)